# Championnats d'Égypte de cyclisme sur route
Les championnats d'Égypte de cyclisme sur route n'ont été organisés qu'en 1999, 2000, 2007 puis à partir de 2015. Auparavant les coureurs cyclistes égyptiens participaient à un championnat d'Afrique de cyclisme.

## Podiums des championnats masculins

### Course en ligne
| Année | Vainqueur        | Deuxième             | Troisième         |
| ----- | ---------------- | -------------------- | ----------------- |
| 1999  | Amer El Nadi     | Mohamed Abdel Fattah | Mahmoud Abass     |
| 2000  | Amer El Nadi     | Mohamed Abdel Fattah | Mohamed Kholafy   |
| 2007  | Ahmed Rashad     | Sherif Abdalla       | Amr Mahmoud       |
| 2015  | Islam Shawky     | Mohamed Imam         | Islam Ramadan     |
| 2016  | Islam Ramadan    | Ahmed Zaghloul       | Abdullah Idris    |
| 2017  | Islam Nasser     | Islam Shawky         | Ahmed Zaghloul    |
| 2024  | Hassan Elseify   | Mohab Aziz           | Ahmed Gamal Kamel |
| 2025  | Abdul Rauf Ahmed | Mohab Aziz           | Mahmoud Bakr      |

### Contre-la-montre
| Année | Vainqueur    | Deuxième             | Troisième            |
| ----- | ------------ | -------------------- | -------------------- |
| 1999  | Amer El Nadi | Mohamed Abdel Fattah | Ahmed Mohamed Khaled |
| 2000  | Amer El Nadi | Mohamed Abdel Fattah | Mohamed Kholafy      |
| 2007  | Ahmed Rashad | Hisham Abdel Baky    | Amr Mahmoud          |
| 2017  | Islam Nasser | Ahmed Zaghloul       | Islam Shawky         |
| 2025  | Mohab Aziz   | Ahmed Elsenfawi      | Hassan Elseify       |